# 미사도서관
미사도서관은 경기도 하남시에 있는 도서관이다.

## 연혁
- 2020년 5월 29일 개관.